# Переставні кліщі

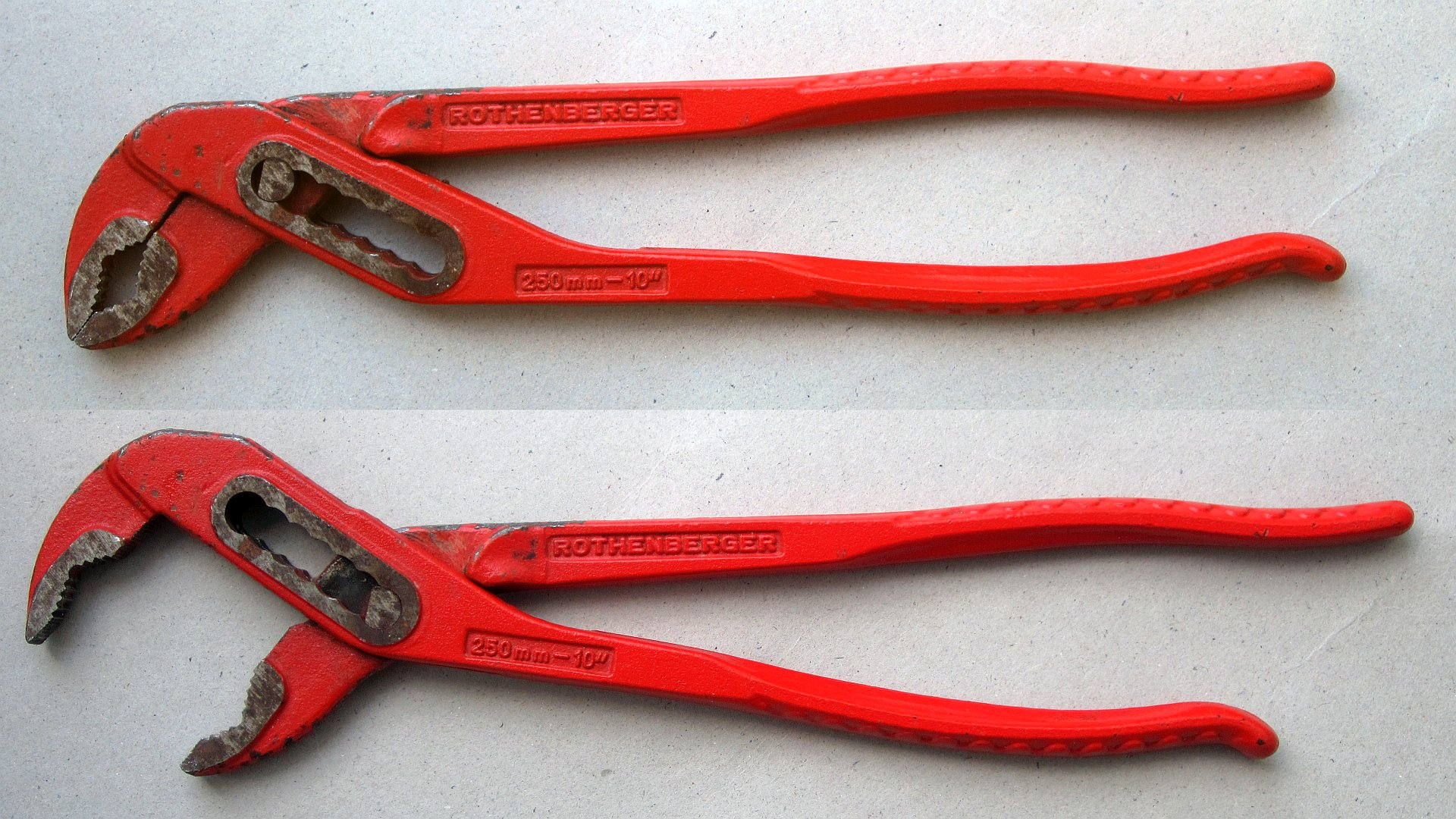
Переставні кліщі з мінімальним і максимальним розводами

Переставні́ клі́щі — монтажні щипці з пересувною віссю. Нижня губка розташована на важелі, на якому закріплена вісь, а верхня — на важелі із видовженим зубчастим прорізом. Вісь може пересуватися в цьому прорізі, забезпечуючи зміну відстані між губками. Кліщі мають довгі ручки — 24-30 см, а губки розташовуються під кутом 45-60° до них. Використовуються для закручування і відкручування гайок, болтів, утримування деталей різної форми і розміру.
Уперше стала випускати кліщі такої конструкції американська компанія Champion–DeArment Tool Company, у 1934 році. Інструмент продавався під брендовим ім'ям Channellock (у 1963 році воно стало ім'ям і самої компанії).
Схожий принцип роботи мають і переставні пасатижі, але ручки в них коротші й губки розташовані паралельно ним.

## Галерея

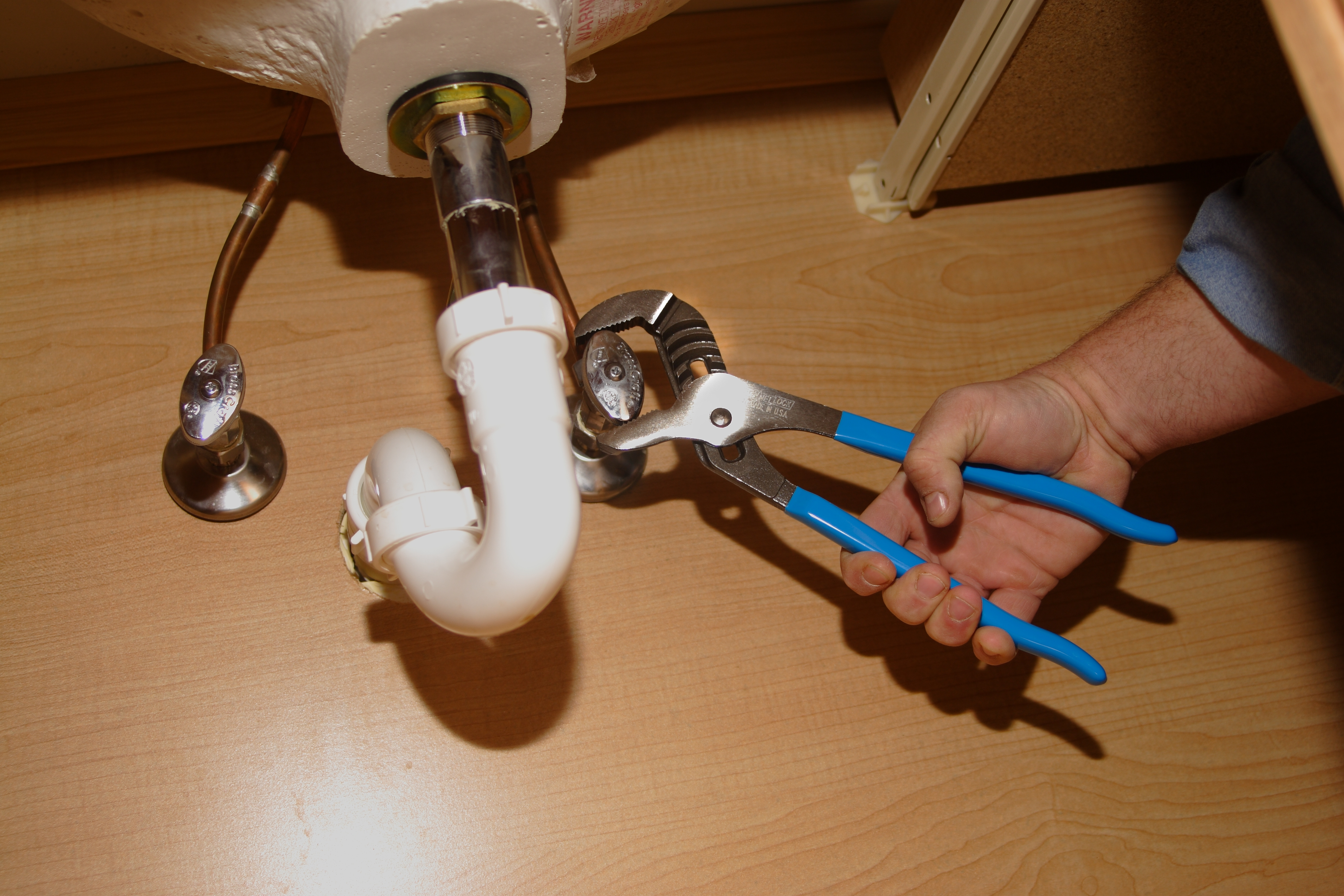
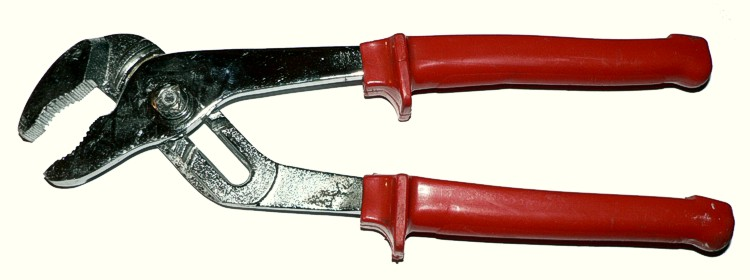
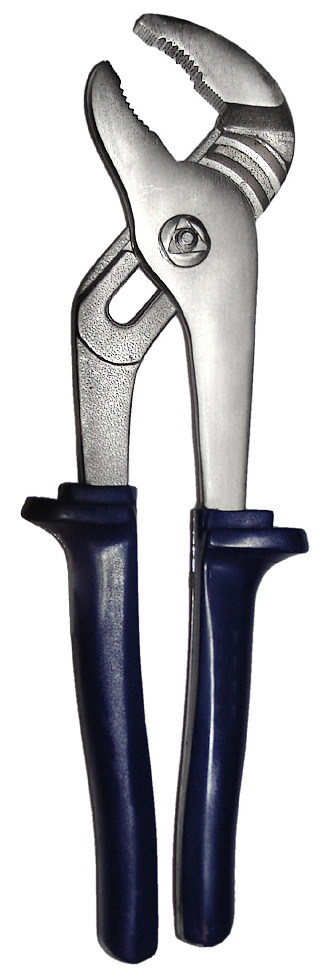
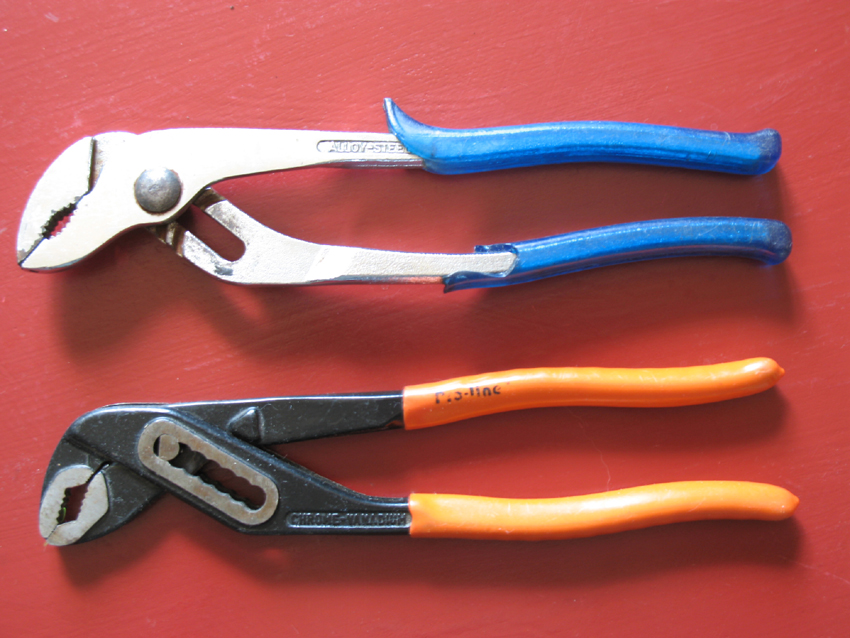
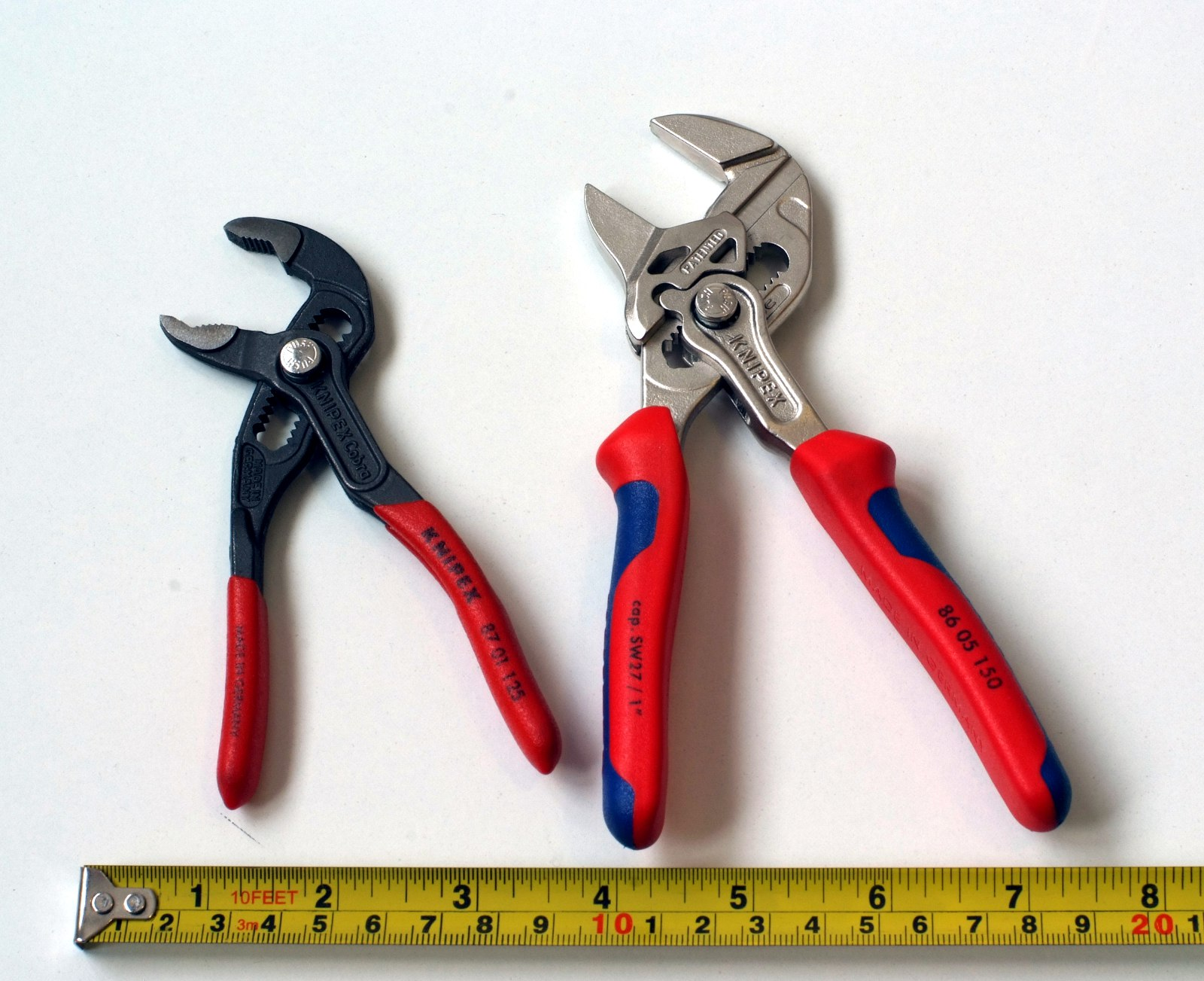